# Sclerophrys maculata
Pour les articles homonymes, voir Bufo cinereus.
Espèce
Synonymes
- Bufo cinereus Hallowell, 1845
- Bufo maculatus Hallowell, 1854
- Amietophrynus maculatus (Hallowell, 1854)
- Bufo regularis pusillus Mertens, 1937
- Bufo latifrons savannae Inger, 1968

Statut de conservation UICN

 LC  : Préoccupation mineure
Sclerophrys maculata est une espèce d'amphibiens de la famille des Bufonidae.

## Répartition
Cette espèce se rencontre jusqu'à 1 700 m d'altitude, :
- en Sierra Leone, au Liberia, en Guinée, en Côte d'Ivoire, au Burkina Faso, au Ghana, au Bénin, au Nigeria ;
- au Cameroun, au Gabon, en République du Congo, en République centrafricaine, au Soudan du Sud ;
- en Éthiopie, au Kenya, en Ouganda, en Tanzanie, en République démocratique du Congo ;
- en Angola, en Namibie, au Botswana, en Zambie, au Zimbabwe, au Malawi, au Mozambique, au Swaziland, en Afrique du Sud.

Sa présence est incertaine au Burundi, au Tchad, en Guinée équatoriale, au Mali, au Rwanda, au Soudan et au Togo.

## Galerie

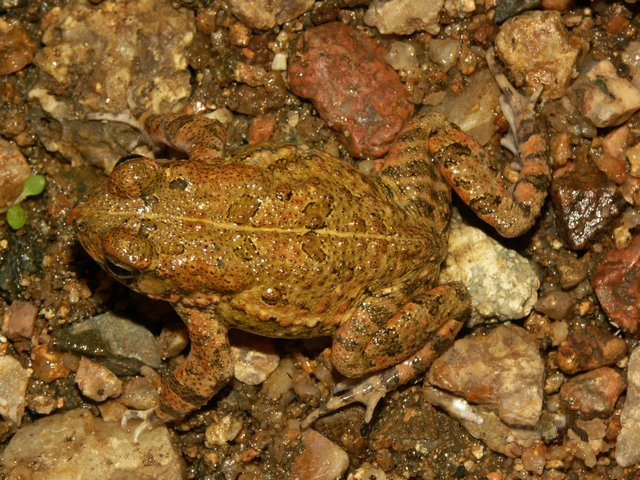
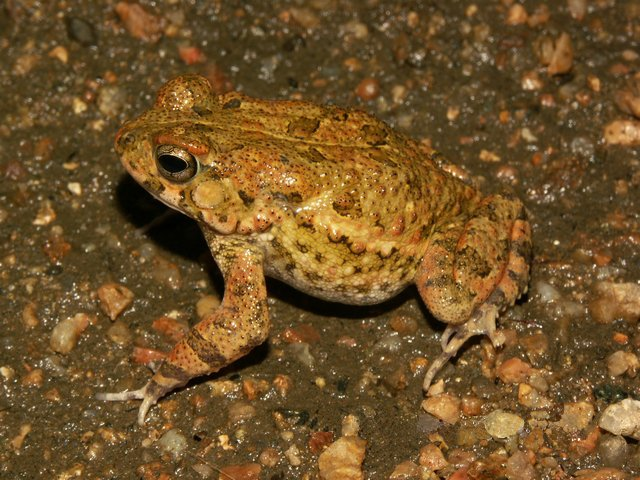
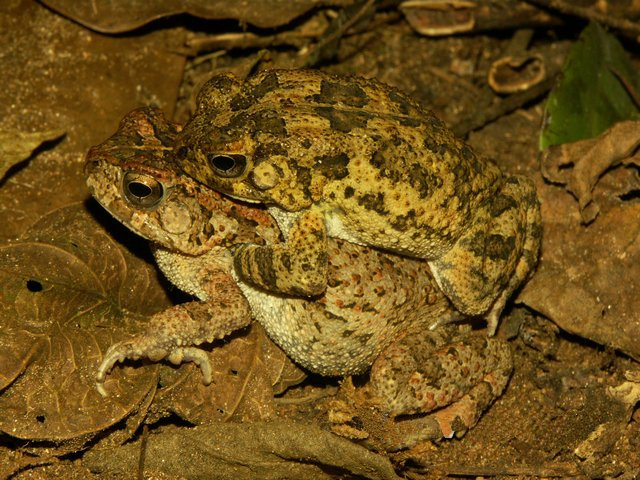
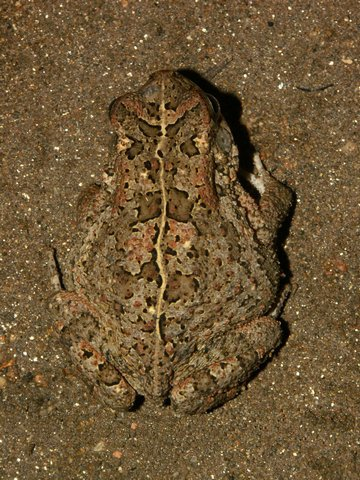
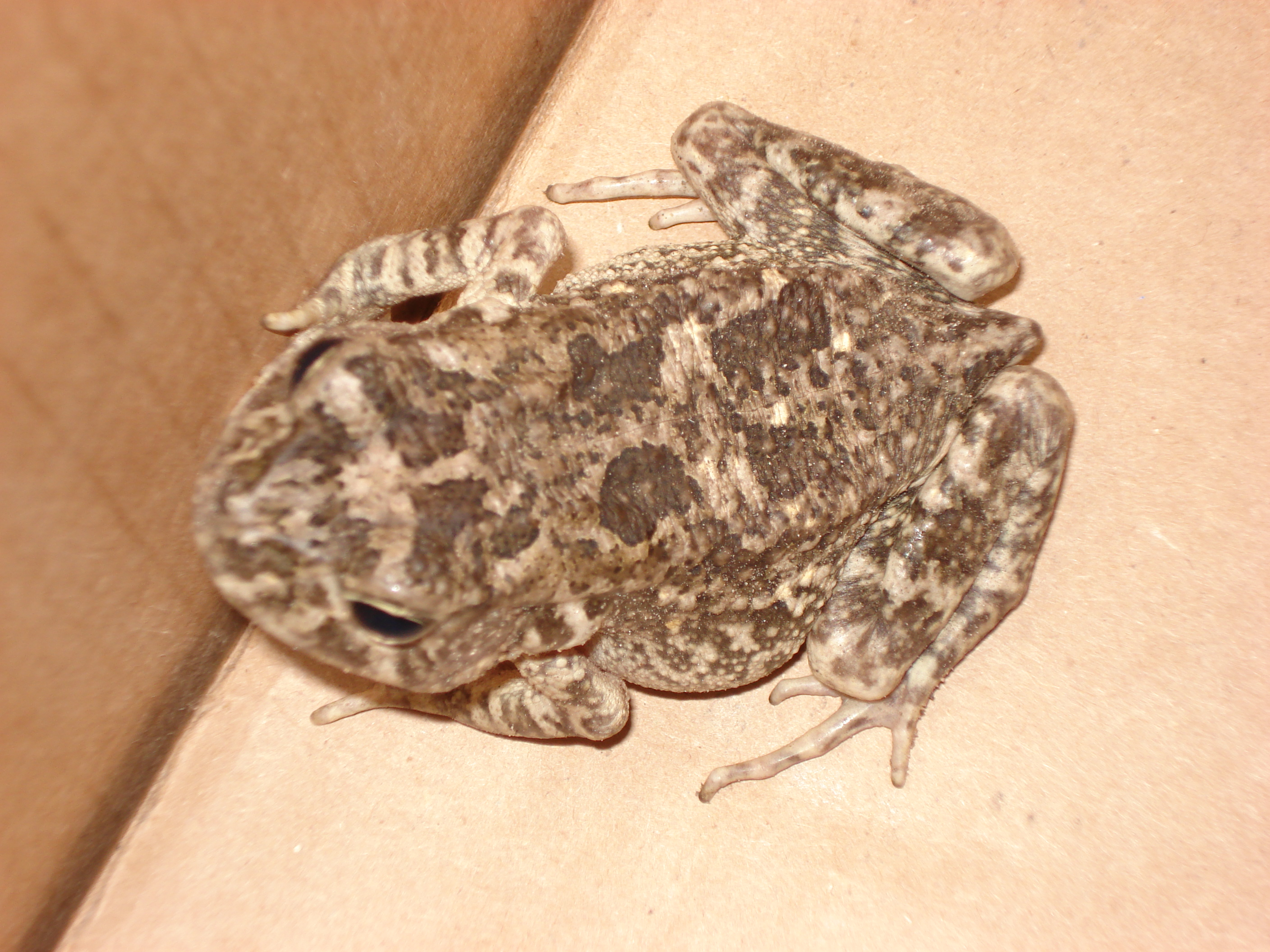

## Description

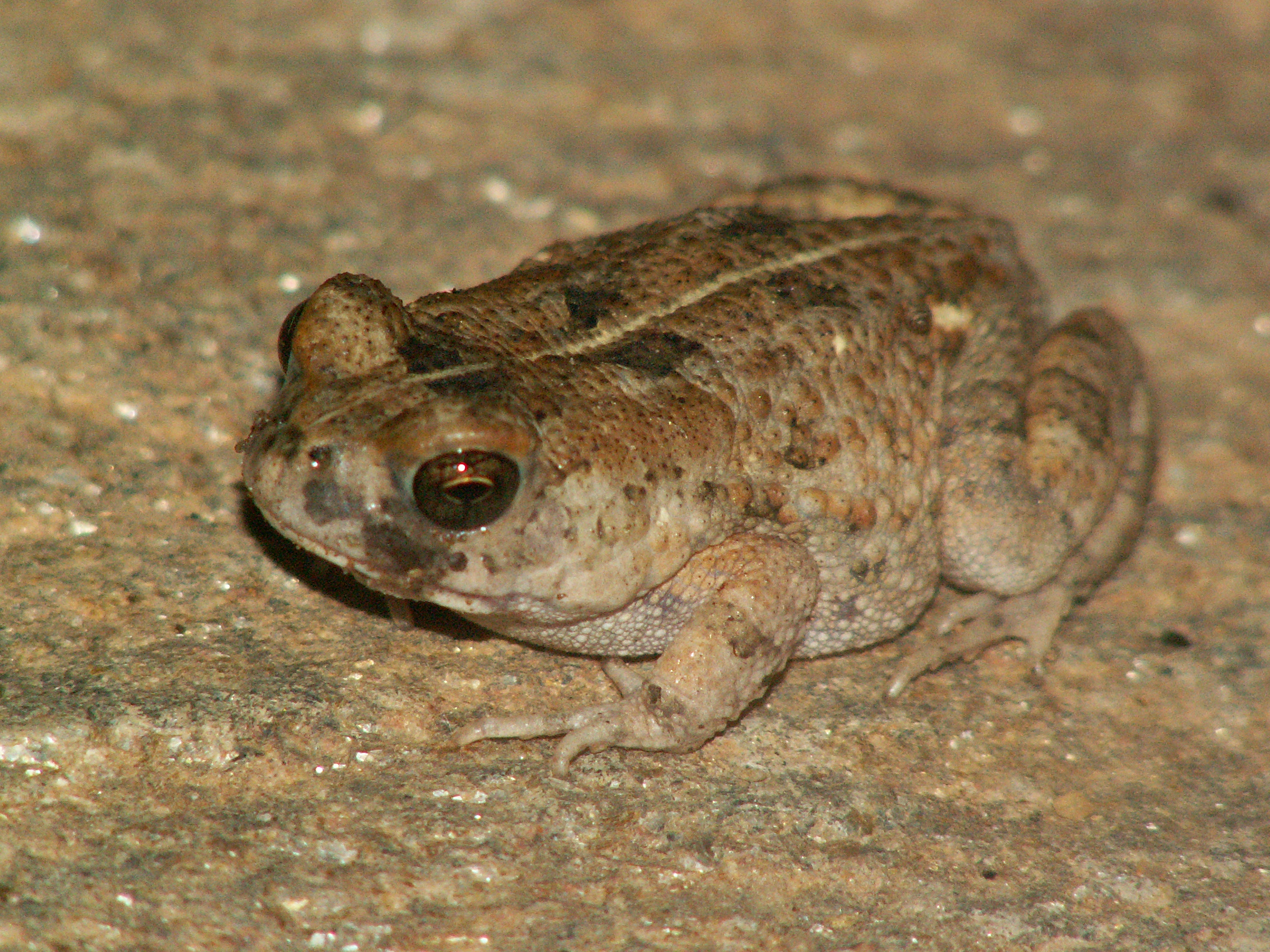
Sclerophrys maculata

Les mâles mesurent de 38 à 54 mm et les femelles de 41 à 60 mm.

## Publication originale
- Hallowell, 1854 : Remarks on the geographical distribution of reptiles, with descriptions of several species supposed to be new, and corrections of former papers. Proceedings of the Academy of Natural Sciences of Philadelphia, vol. 7, p. 98-105 (texte intégral).